# Municipio de Marion (condado de Buchanan)
El municipio de Marion (en inglés: Marion Township) es un municipio ubicado en el condado de Buchanan en el estado estadounidense de Misuri. En el año 2010 tenía una población de 1178 habitantes y una densidad poblacional de 9,43 personas por km².

## Geografía
El municipio de Marion se encuentra ubicado en las coordenadas 39°45′46″N 94°39′28″O / 39.76278, -94.65778. Según la Oficina del Censo de los Estados Unidos, el municipio tiene una superficie total de 124.94 km², de la cual 123,7 km² corresponden a tierra firme y (1 %) 1.25 km² es agua.

## Demografía
Según el censo de 2010, había 1178 personas residiendo en el municipio de Marion. La densidad de población era de 9,43 hab./km². De los 1178 habitantes, el municipio de Marion estaba compuesto por el 97,88 % blancos, el 0,08 % eran afroamericanos, el 0,42 % eran amerindios, el 0,25 % eran asiáticos y el 1,36 % eran de una mezcla de razas. Del total de la población el 2,8 % eran hispanos o latinos de cualquier raza.